# Ricardo Ezzati Andrello
Ricardo Ezzati Andrello S.D.B. (Campiglia dei Berici, 1942. január 7. –) római katolikus pap, a Santiago de Chile-i főegyházmegye nyugalmazott érseke, bíboros.

## Élete
1959-ben Chilébe költözött, hogy elvégezze noviciátusát. 1966. december 30-án tette le örökfogadalmát a Szalézi-rendben és 1970. március 18-án szentelték pappá. 

### Püspöki pályafutása
II. János Pál pápa 1996. június 28-án a Valdivia-i egyházmegye püspökévé nevezte ki. Szentelésére szeptember 8-án került sor. 2001. július 10-én kinevezték La Imperial címzetes püspökévé, valamint a Santiago de Chile-i főegyházmegye segédpüspökévé. XVI. Benedek pápa 2006. december 27-én kinevezte az Conceptión-i főegyházmegye érsekévé, 2010. december 15-én pedig a Santiago de Chile-i főegyházmegye érsekévé. 2010 óta a Chilei Püspöki Konferencia elnöke. Ferenc pápa a 2014. február 22-i konzisztóriumon bíborossá kreálta. 